# Чистое искусство
«Чи́стое иску́сство» — российский детективный триллер 2016 года режиссёра Рената Давлетьярова. Сценарий к фильму написан Марком Франкетти, журналистом «Sunday Times», работающим в Москве. В основе фильма реальная история о том, как крупнейшие мировые аукционы выставляли подделки малоизвестных художников, выдавая их за известных живописцев.
Премьера фильма в России состоялась 9 июня 2016 года.

## Сюжет
В Москве проходит встреча на высшем уровне. Президент России от имени Российской Федерации дарит Президенту США полотно Шишкина стоимостью миллион долларов. Вскоре владелец модной галереи на Кузнецком мосту Ковалёв, который продал в Кремль одну из своих картин, ставшую подарком международного уровня, погибает в автомобильной аварии. Убийство Ковалёва становится «делом № 1» для специализированного подразделения ФСБ.
Саша Гайдукова родилась в Астрахани, в 13 лет потеряла родителей и попала в детский дом. Потом она поступила на факультет журналистики МГУ. Однажды Александра в издании ''Вечерняя Москва'' написала статью про кандидата в мэры крупного города на основе полученных редакцией компрометирующих материалов. Позднее выяснилось, что фейковый компромат подбросили политические оппоненты, но редактор отказался публиковать опровержение, а кандидат в мэры умер. Александра ушла из журналистики и за два года стала востребованным фотографом-фрилансером. Андрей Стольский — модный художник-авангардист. Один галерист обратил на него внимание и начал продавать картины Андрея в премиум-сегменте. На выставке Андрей увидел Александру. Молодые люди стали встречаться. Она собралась уже перевезти вещи, но однажды спустя 2 дня нашла Андрея мёртвым в его мастерской.
Саша звонит Мише Кулёшину, старому приятелю Андрея, но тот уверяет, что это просто грабители. Александра пытается убедить его в обратном и решается попробовать разобраться во всём сама. Саша просматривает в сети каталог Ковалёва, а также видео из его галереи, и понимает, что в его каталоге — подделки под передвижников, дорисованные на оригинальных полотнах неизвестных художников. Она находит Зуева, друга Андрея, который говорит, что они с Андреем работали «на Филиппыча». Чуть позднее Зуева убивает на её глазах киллер.
Саша живёт на квартире бывшей подруги Тамары, с которой рассорилась в связи с публикацией о мэре. Тамара дает ей свою машину. Александра решает побеседовать с «Филиппычем» — преподавателем Андрея профессором Павлом Филипповичем Федосенко, с которым Андрей её когда-то познакомил и едет к нему на дачу, на Истру. Там она находит Федосенко повешенным и уезжает, предварительно позвонив в полицию. На место преступления приезжает подполковник Волков из ФСБ, который ведёт дело Ковалёва. Опросив соседей, он вычисляет машину Александры, а по ней — квартиру, где она живёт. Увидев хвост, девушка сбегает из комнаты, где труп Андрея, и уезжает на поезде от идущей вслед за ней тройки полицейских на ''Электрозаводской'' и ускользает за минуту до своей поимки, однако не она - преступница.
В квартиру к Тамаре приходит киллер и убивает её в ванной из пистолета с глушителем, когда Александра ведёт телефонный разговор.
Саша узнаёт, что оценку картин в галерее Ковалёва проводил известный знаток русской живописи второй половины XIX века — профессор Христофоров. Саша приезжает к нему в Третьяковку и обвиняет его в том, что тот перепутал голландцев с передвижниками. Профессор в ужасе и ярости, ведь экспертные заключения об этих картинах ему на подпись принес друг Федосенко, и оценка проводилась формально. На рентгене сотрудники галереи, Саша и Христофоров обнаруживают на находящейся у них картине, будто бы кисти Киселёва, зарисованные элементы другой картины — «Датский пейзаж с мельницей» работы Петера Мёнстеда.
Теперь Саша, как ей кажется, наконец понимает, почему за ней охотятся сотрудники госбезопасности. Ведь американцам подарили не полотно великого русского пейзажиста, а подрисованную Андреем либо Зуевым «под Шишкина» дешёвую картину какого-то второстепенного голландца. Христофоров констатирует, что перед тем, как выставить «Шишкина» в музее Метрополитен, американцы обязательно проведут свою экспертизу.
Машков приезжает на квартиру к Саше и убивает её охранника, а после пытается убить и её. Саша обливает его кипятком и тяжело ранит из его же пистолета. Появляется Миша и добивает Машкова. Именно Миша оказался организатором аферы. Всё испортили глупый случай и жадность Ковалёва — одна из картин ушла в Кремль. Саше помогает Волков, который «вычислил» Машкова и всё понял, когда не сумел дозвониться до погибшего охранника.
Везущий Сашу таксист слушает радио: накануне ночью в Нью-Йорке из музея «Метрополитен» была похищена картина Шишкина, подарок Президента России.

## В ролях
- Анна Чиповская — Саша Гайдукова, фотограф
- Пётр Фёдоров — Андрей Стольский, жених Саши, художник
- Константин Юшкевич — Александр Фёдорович Волков, подполковник ФСБ
- Илья Любимов — Миша Кулёшин, друг Андрея
- Дмитрий Брауэр — Никита Машков, майор ФСБ
- Александр Яценко — Зуев, приятель и коллега Андрея
- Женя Малахова — Тамара, подруга Саши
- Алексей Барабаш — Александр Ковалев, арт-дилер
- Леонид Мозговой — Григорий Александрович Христофоров, доктор искусствоведения
- Людмила Чурсина — Наталья Николаевна, искусствовед
- Владимир Калисанов — Павел Филиппович Федосенко, профессор
- Анатолий Белый — следователь
- Дмитрий Капранов — помощник Волкова
- Иржи Воханка — аукционист
- Артур Мухамадияров — программист
- Владимир Капустин — оперативник
- Виктор Немец — криминалист
- Артём Семакин — технолог-реставратор
- Александр Сирин — генерал
- Наталия Потапова — консьержка

## Саундтрек
Музыка к фильму написана пятнадцатилетним композитором Денисом Суровым. Режиссёр признается, что столь юный композитор был найден случайно, он анонимно критиковал музыку к фильмам Давлетьярова, утверждая, что может написать лучше.
В трейлере к фильму играет кавер-версия композиции Zombie группы Cranberries в исполнении Missio.

## Восприятие
Критик Борис Иванов оценил фильм на 6 баллов из 10. По его мнению, это «поначалу интригующий, но к финалу разочаровывающий российский детективный фильм с очень привлекательной главной героиней». Алексей Литовченко («Российская газета») остался не лучшего мнение о работе Давлетьярова: «Если говорить о рынке российском — то да, жанровых картин подобного рода у нас почти нет. На рынке же международном такого добра — пруд пруди. И „Чистое искусство“ на его фоне выглядит не то что не гениально, а вообще совсем никак. Зато в тренде».